# زبان کرنگانی
زبان کرنگانی یا (کرینگانی) از زبان‌های ایرانی شمال‌غربی است که ارتباط نزدیکی با زبان تالشی و زبان هرزندی دارد. این زبان در کرنگان (ورزقان) استان آذربایجان شرقی سخنورانی دارد. این زبان به همراه زبان هرزندی از باقی مانده‌های زبان آذری باستان پیش از ترک‌سازی منطقه بوده‌است.